# Wahlprüfung
Wahlprüfung nennt man das Verfahren, in dem die Rechtmäßigkeit und Gültigkeit einer Wahl überprüft wird.
In modernen Demokratien ist die Wahlprüfung Aufgabe des Parlaments oder eines richterlichen Gremiums. In Deutschland wird die Wahl zum Bundestag zunächst durch den Wahlprüfungsausschuss überprüft. Über Wahlprüfungsbeschwerden entscheidet dann abschließend das Bundesverfassungsgericht.

## Wahlprüfung als notwendiges Element einer Demokratie
Weil in der Wahl die Legitimationskette begründet ist, über die alle Staatsgewalt vom Volke abgeleitet wird, ist die Ordnungsmäßigkeit der Wahlen Voraussetzung einer Demokratie. Indem die Wahlprüfung die ordnungsgemäße Durchführung der Wahlen sichert, ist auch die Wahlprüfung selbst notwendiges Element einer demokratischen Verfassung. Sie soll erstens Unregelmäßigkeiten und Manipulationen aufdecken und vor ihnen abschrecken. Zweitens stärkt die positive Feststellung der Gültigkeit einer Wahl durch die Wahlprüfer die Legitimation der gewählten Volksvertreter.

## Geschichte der Wahlprüfung
Die Geschichte der Wahlprüfung ist Gegenstand eines besonderen Artikels.

## Wahlprüfung in Deutschland auf Bundesebene
(I) Die Wahlprüfung ist Sache des Bundestages. Er entscheidet auch, ob ein Abgeordneter des Bundestages die Mitgliedschaft verloren hat.
(II) Gegen die Entscheidung des Bundestages ist die Beschwerde an das Bundesverfassungsgericht zulässig.
(III) Das Nähere regelt ein Bundesgesetz. (Art. 41 GG)

### Gegenstand der Wahlprüfung
Originärer Anwendungsbereich des Art. 41 GG ist die Prüfung der Wahlen zum Deutschen Bundestag. Daneben werden die Wahlen zum Europäischen Parlament im Geltungsbereich des Grundgesetzes in den Verfahren des Art. 41 GG überprüft, solange kein einheitliches europäisches Wahlrecht besteht, § 26 Abs. 1 u. 3 EuropaWG. Nicht der Wahlprüfung unterliegen dagegen bundestagsinterne Wahlen und Abstimmungen sowie Volksentscheide.
Umstritten ist, ob die Wahlprüfung analog Art. 41 GG auch bei der Wahl des Bundespräsidenten durch die Bundesversammlung gemäß Art. 54 GG stattfindet. Im Gesetz zu Art. 54 VII GG ist die Frage nicht geregelt. Ausgangspunkt dieser Überlegung ist die Anfechtbarkeit der Wahl des Reichspräsidenten vor dem Wahlprüfungsgericht in der Weimarer Zeit. Der Bundespräsident wird anders als der Reichspräsident aber nicht vom Volk gewählt; seine Wahl kommt also einer organinternen Wahl gleich. Dies spricht gegen die Überprüfung der nur mittelbar demokratischen Wahl des Bundespräsidenten mit den auf das Massenverfahren der Bundestagswahl abgestimmten Verfahren des Art. 41 GG, solange es eine gesetzliche Grundlage hierfür gibt.

### Das Verfahren vor dem Bundestag nach Art. 41 Abs. 1 S. 1 GG
Art. 41 Abs. 1 S. 1 GG macht die „Wahlprüfung“ zur Sache des Bundestages. Im Rahmen dieser Wahlprüfung „im engeren Sinne“ wird untersucht, ob die Abgeordneten ihr Mandat ordnungsgemäß erhalten haben. Das nähere Verfahren hierfür regelt das „Wahlprüfungsgesetz“ vom 12. März 1951 (BGBl. I S. 166), welches der Bundesgesetzgeber kraft seiner durch Art. 41 Abs. 3 GG verliehenen ausschließlichen Gesetzgebungskompetenz erlassen hat.

#### Abstrakter Gegenstand, Sinn und Zweck
Abstrakter Gegenstand der Wahlprüfung im engeren Sinn ist nach § 1 Abs. 1 WahlPrG die Gültigkeit der Wahl, negativ ausgedrückt ihre Prüfung auf Wahlfehler. Sinn und Zweck dieser Gültigkeitsprüfung ist allein der Schutz des objektiven Wahlrechts; deshalb kann die Verletzung subjektiver Rechte nach allgemeiner Ansicht nicht Gegenstand des Verfahrens sein, wohl aber sein Anlass.

#### Einspruchsberechtigung
Denn es gilt der Anfechtungsgrundsatz des § 2 Abs. 1 WahlPrG. Der Bundestag unternimmt also keine Prüfung von Amts wegen und weicht damit vom Vorbild der Weimarer Zeit ab. Einspruchsberechtigt ist nach § 2 Abs. 2 WahlPrG jeder am Tag der Wahl Wahlberechtigte und jede Gruppe solcher Wahlberechtigten, und zwar unabhängig von ihrer Teilnahme an der Wahl und ohne eine Beschränkung etwa auf ihren Wahlkreis. Ein amtliches Einspruchsrecht haben ferner die Landes- und der Bundeswahlleiter sowie der Bundestagspräsident.

#### Form und Frist
In formeller Hinsicht ist nach § 2 Abs. 3 WahlPrG erforderlich, dass der Einspruch
schriftlich und begründet beim Bundestag eingereicht wird. Laut § 2 Abs. 4 S. 1 WahlPrG beträgt die Frist dafür zwei Monate, beginnend mit dem Wahltag. Sonst könnte die richtige Zusammensetzung des Bundestages nicht innerhalb angemessener Zeit geklärt werden. Werden dem Präsidenten des Bundestages nach Ablauf dieser Frist in amtlicher Eigenschaft Umstände bekannt, die einen Wahlmangel begründen könnten, so kann dieser noch innerhalb eines Monats nach Bekanntwerden dieser Umstände Einspruch einlegen, § 2 Abs. 4 S. 2 WahlPrG. Der Einspruch muss innerhalb dieser Frist begründet werden.

#### Konkreter Gegenstand – Prüfungsumfang
Die Prüfung umfasst als möglichen konkreten Gegenstand alle Entscheidungen und Maßnahmen, die sich unmittelbar auf das Wahlverfahren beziehen, vgl. § 49 BWG. Zeitlich reicht dies von der Vorbereitung der Wahl über den eigentlichen Wahlakt bis zur Feststellung des Wahlergebnisses. In Betracht kommen in erster Linie dem Staat zuzuordnende Handlungen, aber auch Handlungen Dritter, insbesondere der Parteien. Der Prüfungsumfang wird jedoch durch den Einspruch selbst eingegrenzt. Nach herrschender Meinung kann der Bundestag keine Wahlnormen auf ihre Verfassungswidrigkeit überprüfen, dies obliegt damit allein dem Bundesverfassungsgericht.

#### Verfahren
Zur Entlastung des Plenums wird die Entscheidung über den Einspruch durch den Wahlprüfungsausschuss vorbereitet, § 3 Abs. 1 WahlPrG. Der Wahlprüfungsausschuss hat neun ordentliche vom Bundestag gewählte Mitglieder und ebenso viele Stellvertreter. Die Ausschussmitglieder werden durch die Fraktionen nach dem Verhältnis ihrer Stärke benannt. In der Bundestagspraxis wird die Aufgabe der Wahlprüfung neun ausgewählten Mitgliedern des „Ausschusses für Wahlprüfung, Immunität und Geschäftsordnung“ (vgl. § 128 GOBT) übertragen, welche innerhalb dieses „ersten ständigen Ausschusses“ als selbständiger Wahlprüfungsausschuss fungieren. Das Verfahren im Wahlprüfungsausschuss ist dreigeteilt in Vorprüfung, öffentliche mündliche Verhandlung (von der aber im Regelfall abgesehen wird) und geheimer Schlussberatung.

#### Entscheidung durch das Bundestagsplenum
Die Entscheidung über Wahleinsprüche trifft das Plenum, wobei ihm die Einsprüche meist gebündelt vorgelegt werden.
Verliert infolge der Entscheidung über den Einspruch ein Abgeordneter sein Mandat, so behält der betreffende Abgeordnete nach § 16 Abs. 1 WahlPrG regelmäßig seine Rechte und Pflichten bis zur Rechtskraft der Entscheidung. Der Bundestag kann aber mit Zweidrittelmehrheit seiner Mitglieder den Abgeordneten von den Arbeiten des Bundestages ausschließen, § 16 Abs. 2 WahlPrG.

#### Rechtsnatur
Es spricht einiges dafür, die parlamentarische Selbstprüfung vor dem Hintergrund eines materiellen Rechtsprechungsbegriffs als zumindest rechtsprechungsähnlich zu qualifizieren. Der Bundestag fällt im Rahmen der Wahlprüfung keine politischen Entscheidungen, selbst wenn politische Erwägungen hierbei eine wesentliche Rolle spielen. Er überprüft die durchgeführte Wahl vielmehr am Maßstab des Rechts. Die Wahlprüfung ist daher eine Rechtskontrolle.

### Die Mandatsverlustprüfung nach Art. 41 Abs. 1 S. 2 GG
Im sogenannten Mandatsverlustprüfungsverfahren entscheidet der Bundestag über den nachträglichen Verlust eines gültig erworbenen Abgeordnetenmandats, Art. 41 Abs. 1 S. 2 GG. Die Mandatsverlustprüfung bildet zusammen mit dem als Wahlprüfung im engeren Sinne bezeichneten Verfahren nach Art. 41 Abs. 1 S. 1 die Wahlprüfung im weiteren Sinne.

#### Sinn und Zweck
Sinn und Zweck der Mandatsverlustprüfung ist die Sicherung des Fortbestandes der parlamentarischen Legitimation.

#### Verfahren
Grundsätzlich gelten für die Mandatsverlustprüfung die gleichen Vorschriften wie bei der Wahlprüfung im engeren Sinn, § 15 S. 1 WahlPrG. Es bestehen aber folgende Unterschiede:
Konkreter Gegenstand des Verfahrens kann allein die Frage sein, ob ein Abgeordneter nachträglich sein gültig erworbenes Mandat verloren hat.
Eine Frist für die Beantragung der Entscheidung gibt es nicht, § 15 S. 2 WahlPrG.

#### Verlustgründe
Sachlich sind die Gründe für einen nachträglichen Mandatsverlust in § 46 BWG geregelt. Diese Aufzählung ist nicht abschließend, wie sich aus § 46 Abs. 1 S. 2 BWahlG ergibt.

### Die Beschwerde an das Bundesverfassungsgericht nach Art. 41 Abs. 2 GG
Gegen die Entscheidung des Bundestages über eine Wahlprüfungsangelegenheit oder in einer Mandatsprüfungssache ist die Beschwerde an das Bundesverfassungsgericht zulässig, Art. 41 Abs. 2 GG in Verbindung mit § 13 Nr. 3 BVerfGG. Für das Verfahren gelten nach § 18 WahlPrG die Vorschriften des BVerfGG, welches in § 48 BVerfGG eine „spartanische Regelung“ einiger Zulässigkeitsvoraussetzungen trifft.

#### Beschwerdeberechtigung
Die Beschwerdeberechtigten sind in § 48 BVerfGG abschließend aufgezählt.
Zur Beschwerde berechtigt ist ein Wahlberechtigter, dessen Einspruch verworfen wurde. Schließlich kann die Beschwerde von einem Abgeordneten eingelegt werden, dessen Mitgliedschaft bestritten wird, und von jeder Fraktion des Bundestages sowie von einer Minderheit des Bundestages, die wenigstens ein Zehntel seiner gesetzlichen Mitgliederzahl umfasst.

#### Form und Frist
Die Beschwerde ist innerhalb einer Frist von 2 Monaten zu erheben und zu begründen. Sie hat schriftlich zu erfolgen, § 23 Abs. 1 S. 1 BVerfGG.

#### Entscheidung
Zuständig für die Entscheidung ist gemäß § 14 Abs. 2 BVerfGG der zweite Senat. Über die Beschwerde wird nach mündlicher Verhandlung entschieden, von der das Gericht nach § 48 Abs. 3 BVerfGG auch absehen kann.
Das Bundesverfassungsgericht verwirft die Beschwerde, wenn sie unzulässig oder offensichtlich unbegründet ist, es weist sie zurück, wenn sie unbegründet ist, über zulässige und begründete Beschwerden trifft das Gericht eine endgültige Sachentscheidung.

### Entscheidungspraxis und Statistik
Die Zahl der Einsprüche war in der Vergangenheit vergleichsweise konstant. Gegen die Wahlen zu den ersten zwölf Bundestagen wurden im Mittel etwa 40 Einsprüche eingelegt. Seit 1990 ergibt sich eine – auf Einsprüchen gegen Überhangmandate beruhende – steigende Tendenz. Im Zusammenhang mit der 13. Bundestagswahl 1994 erhöhte sich die Zahl der Einsprüche auf 1453. Auch die Zahl der Wahlprüfungsbeschwerden stieg von durchschnittlich 7 im Jahre 1990 auf 17, 1994 sogar auf 28. Gegen die Bundestagswahl im Oktober 1998 wurden 102 Einsprüche und 21 Beschwerden, im Jahre 2014 gingen zur Bundestagswahl 224 Einsprüche und zur Europawahl 109, sowie 70 Beschwerden eingelegt.
Die Dauer der Verfahren ist sehr zeitaufwendig. So kann es bis zu 2 Jahren dauern, bis ein Verfahren abgeschlossen ist. Über manche Beschwerde, wie bei zur Bundestagswahl 2002, wurde so lange verhandelt, bis sie schließlich wegen des Ablaufs der Legislaturperiode als erledigt verworfen wurde.

### Reform der Wahlprüfung
Die ehemaligen Verfassungsrichter Karin Graßhoff und Hans H. Klein haben in einem gemeinsamen Zeitungsartikel (FAZ, vom 11. September 2006) kritisiert, die lange Verfahrensdauer sei nicht mit der „fundamentalen Bedeutung der Wahl für die demokratische Legitimation des Parlamentes vereinbar“. Sie regen an, das derzeit zweistufige Verfahren durch ein einstufiges Verfahren bei einem Wahlprüfungsgericht zu ersetzen.
Einen anderen Entwurf entwickelten die Autoren von Wahlrecht.de. Sie schlagen vor, das Verfahren zweistufig zu lassen, aber in der ersten Instanz den Bundestag durch ein Wahlprüfungsgericht zu ersetzen. Das Konzept sieht auch die Umsetzung des Gebots der kurzen Verfahrensdauer, der Verkürzung der Fristen sowie der Regelung des materiellen Wahlprüfungsrechts vor.
Auch das Office for Democratic Institutions and Human Rights (ODIHR), das unter anderem unabhängige Wahlbeobachtung innerhalb der OECD-Staaten leistet, kritisierte im Jahr 2017, dass für Wahlprüfungen in Deutschland keine Fristen vorgesehen sind. Die Prüfung der Beschwerden könne dadurch sehr lange dauern, was ineffizient sei und nicht den anerkannten internationalen Standards entspreche.

### Materielles Wahlprüfungsrecht
Zwar ist die dem Bund durch Art. 41 Abs. 3 GG gegebene Gesetzgebungskompetenz nicht auf das Verfahren beschränkt, der Gesetzgeber hat aber eine Regelung des materiellen Wahlprüfungsrechts in seiner Gesamtheit bis dato nicht vorgenommen.

#### Definition des Wahlfehlers
Eine gesetzliche Definition des Wahlfehlers existiert deswegen nicht. Als Wahlfehler wird aber jeder Verstoß gegen das formelle oder materielle Wahlrecht angesehen. Hier kommen einerseits Verletzungen der fünf Wahlrechtsgrundsätze des Art. 38 Abs. 1 GG, andererseits der Regelungen im Bundeswahlgesetz und der Bundeswahlordnung in Betracht. Ein Wahlfehler kann auch in der Verletzung des in den §§ 107 ff. StGB kodifizierten Wahlstrafrechts liegen. Letztendlich ist aber das gesamte Wahlrecht – und auch das Wahlstrafrecht – als Verkörperung der Wahlrechtsgrundsätze des Art. 38 Abs. 1 GG anzusehen. Als Kerntatbestand eines Wahlfehlers verbleibt die Verletzung eines dieser Wahlrechtsgrundsätze.
In tatsächlicher Hinsicht kann es sich einerseits um Fehler beim Zustandekommen des Wahlergebnisses, also Verfahrensmängel in der Phase der Wahlvorbereitung und während der Wahl selbst, andererseits um Fehler bei der Ermittlung des bereits zustande gekommenen Wahlergebnisses, also bei der Auszählung, handeln.
Die Wahl unmittelbar betreffende Entscheidungen und Maßnahmen werden nicht nur von amtlichen Wahlorganen vorgenommen. Es kommen auch Dritte in Betracht, die Einfluss auf das Wahlergebnis nehmen könnten.

#### Begründetheit der Beschwerde
Nicht jeder Wahlfehler führt zur Begründetheit der Beschwerde: Denn die Wahlprüfung dient nur der Gewährleistung der ordnungsgemäßen Zusammensetzung des Bundestages, denn Zweck des Verfahrens ist der Schutz des objektiven, nicht des subjektiven Wahlrechts. Ein Wahlfehler soll deshalb nur dann die Beschwerde rechtfertigen, wenn er sich auf die Mandatsverteilung ausgewirkt hat oder möglicherweise auswirken konnte.

#### Differenzierte Wahlfehlerfolgen
Keine Art von Wahlfehler führt unausweichlich zu einer Neuwahl. Es ist heute anerkannt, dass es keine absoluten Nichtigkeitsgründe gibt. Stattdessen genießt die durchgeführte Wahl den größtmöglichen Bestandsschutz. Die Abstufung der Folgen eines Wahlfehlers wird vom Grundsatz der Verhältnismäßigkeit beherrscht:
Reine Formfehler – etwa in der Wahlniederschrift – werden lediglich korrigiert.
Ist das Ergebnis falsch, so findet nach dem sogenannten Verbesserungsprinzip soweit möglich eine rechnerische Berichtigung statt. Dies kommt aber nur in Frage, wenn das richtige Ergebnis, zum Beispiel durch Nachzählung oder Neuberechnung, ermittelt werden kann. Gegebenenfalls sind die Mandate anders zu verteilen.
Kann der Fehler rechnerisch nicht verbessert werden, so wird untersucht, ob er sich überhaupt auf das Wahlergebnis ausgewirkt haben könnte. Dafür muss sich der Wahlfehler zumindest möglicherweise in der Stimmabgabe niedergeschlagen haben. Dies wäre etwa der Fall, wenn eine Wahlurne verlorengeht oder eine Wahlmaschine versagt.
Hat sich der Wahlfehler tatsächlich oder zumindest möglicherweise im Stimmergebnis niedergeschlagen, so muss überprüft werden, ob auch eine Auswirkung auf das eigentliche Wahlergebnis, also die Mandatsverteilung, in Frage kommt. Das hängt von der Anzahl der fehlerhaften Stimmen ab. Nur im Falle einer solchen jedenfalls potentiellen Beeinflussung der Mandatsverteilung muss die Wahl als ultima ratio schließlich aufgehoben werden. Sie darf dabei aber nur in den Grenzen für ungültig erklärt werden, in denen der Wahlfehler sich auswirken konnte.

## Wahlprüfung in den deutschen Ländern
Vergleichbar mit den Bundestagswahlen finden auf Landesebene Wahlen zu den Länderparlamenten statt. Die Länder sind durch das Homogenitätsgebot des Art. 28 Abs. 1 und 2 GG in Verbindung mit dem Demokratieprinzip des Art. 20 Abs. 1 GG verpflichtet, diesbezüglich auch eine Wahlprüfung zu ermöglichen.
Alle Länder haben diesem Verfassungsauftrag entsprochen und das Wahlprüfungsverfahren geregelt, wenngleich auch recht unterschiedlich.

### Vorbild Grundgesetz
Ein Teil der Länder, darunter alle fünf neuen Länder, folgte dem Vorbild des Grundgesetzes. In Baden-Württemberg, Bayern, Brandenburg, Hamburg, Mecklenburg-Vorpommern, Niedersachsen, Nordrhein-Westfalen, im Saarland, in Sachsen, Sachsen-Anhalt und Thüringen entscheiden erst der Landtag (bzw. die Bürgerschaft), dann das jeweilige Landesverfassungsgericht über Wahlbeanstandungen.
In Rheinland-Pfalz entscheidet in erster Instanz nicht der Landtag selbst, sondern ein beim Landtag gebildeter, nur aus Abgeordneten bestehender Wahlprüfungsausschuss. Gegen seinen Beschluss ist wiederum die Beschwerde zum Verfassungsgerichtshof gemäß Art. 82 Verf. eröffnet.
Trotz des ähnlichen Instanzenzuges ist aber in allen diesen Ländern das konkrete Verfahren unterschiedlich ausgestaltet. So wird etwa in Bayern die Wahlprüfung von Amts wegen durchgeführt, während in Baden-Württemberg der Landtag nur auf einen Einspruch hin tätig wird.

### Sonderweg: Berlin
Bis zur Einheit verfügte das Land Berlin über ein Wahlprüfungsgericht, weil es unter dem Viermächtestatus stand und deshalb gemäß Art. 87a Verf. kein Verfassungsgericht hatte. Dies hat sich mit der neuen Verfassung von 1995 geändert. Nun geht Berlin einen Sonderweg: Das Gesetz über den Verfassungsgerichtshof weist diesem in § 14 Nr. 2, 3 und § 40 die Entscheidung in Wahlprüfungsfragen zu. Berlin ist damit das einzige Bundesland mit einer einstufigen gerichtlichen Wahlprüfung.

### Vorbild Weimarer Verfassung
In Bremen und in Hessen ist die Wahlprüfung noch heute einem Wahlprüfungsgericht aus Abgeordneten und Richtern übertragen.
Die Verfassungen beider Länder sind vor dem Grundgesetz in Kraft getreten, was die Nähe ihrer Regelung zur Weimarer Verfassung erklärt. Auch die rheinland-pfälzische Verfassung vom 18. Mai 1947 sah bis 1975 ein vergleichbares Wahlprüfungsgericht vor. Nicht der Weimarer Lösung folgten allerdings Bayern und das Saarland, die ebenfalls (in diesem Sinne) vorkonstitutionelle Verfassungen haben. Ihre Regelungen könnten vielmehr dem Parlamentarischen Rat als Vorbild gedient haben.
Die Wahlprüfungsgerichte sind unterschiedlich zusammengesetzt. In Bremen entscheiden fünf aus der Mitte der Bürgerschaft gewählte Abgeordnete gemeinsam mit dem Präsidenten und dem Vizepräsidenten des Verwaltungsgerichts. In Hessen besteht das Wahlprüfungsgericht aus drei Landtagsabgeordneten sowie dem Präsidenten des Verwaltungsgerichtshofes und dem Präsidenten des OLG Frankfurt.
Entscheidender sind aber die Unterschiede in der Regelung des Verfahrens. In Bremen kann gegen die Entscheidung des Wahlprüfungsgerichts Beschwerde beim „Wahlprüfungsgericht zweiter Instanz“ eingelegt werden, dieses setzt sich aus den Mitgliedern des Staatsgerichtshofes zusammen. Dagegen sollte die Entscheidung des hessischen Wahlprüfungsgerichts nach § 17 HessWPG mit Verkündung rechtskräftig werden.

## Österreich
Die Wahl des Nationalrates, des Bundespräsidenten, der österreichischen Abgeordneten des Europäischen Parlaments und die Wahlen der Landtage und Gemeinderäte können beim Verfassungsgerichtshof angefochten werden. Die Klagefrist beträgt vier Wochen, sofern das entsprechende Wahlgesetz nichts Anderes vorsieht.

## Schweiz
Erste Instanz bei Anfechtungen der Wahl des Nationalrates oder einer eidgenössischen Volksabstimmung ist die Kantonsregierung, die hierüber innerhalb von 10 Tagen zu entscheiden hat. Im Gegensatz zu Deutschland, wo eine Anfechtung grundsätzlich erst nach der Wahl möglich ist, kann während des laufenden Wahl- oder Abstimmungsverfahren Beschwerde erhoben werden. Die Klage ist innerhalb von drei Tagen nach Kenntnis des Beschwerdegrundes, spätestens aber am dritten Tag nach der Veröffentlichung des Wahl- oder Abstimmungsergebnisses im kantonalen Amtsblatt einzureichen. Die Entscheidung der Kantonsregierung kann beim Bundesgericht angefochten werden.